# 聖カタリナとマグダラのマリアのいる聖母子

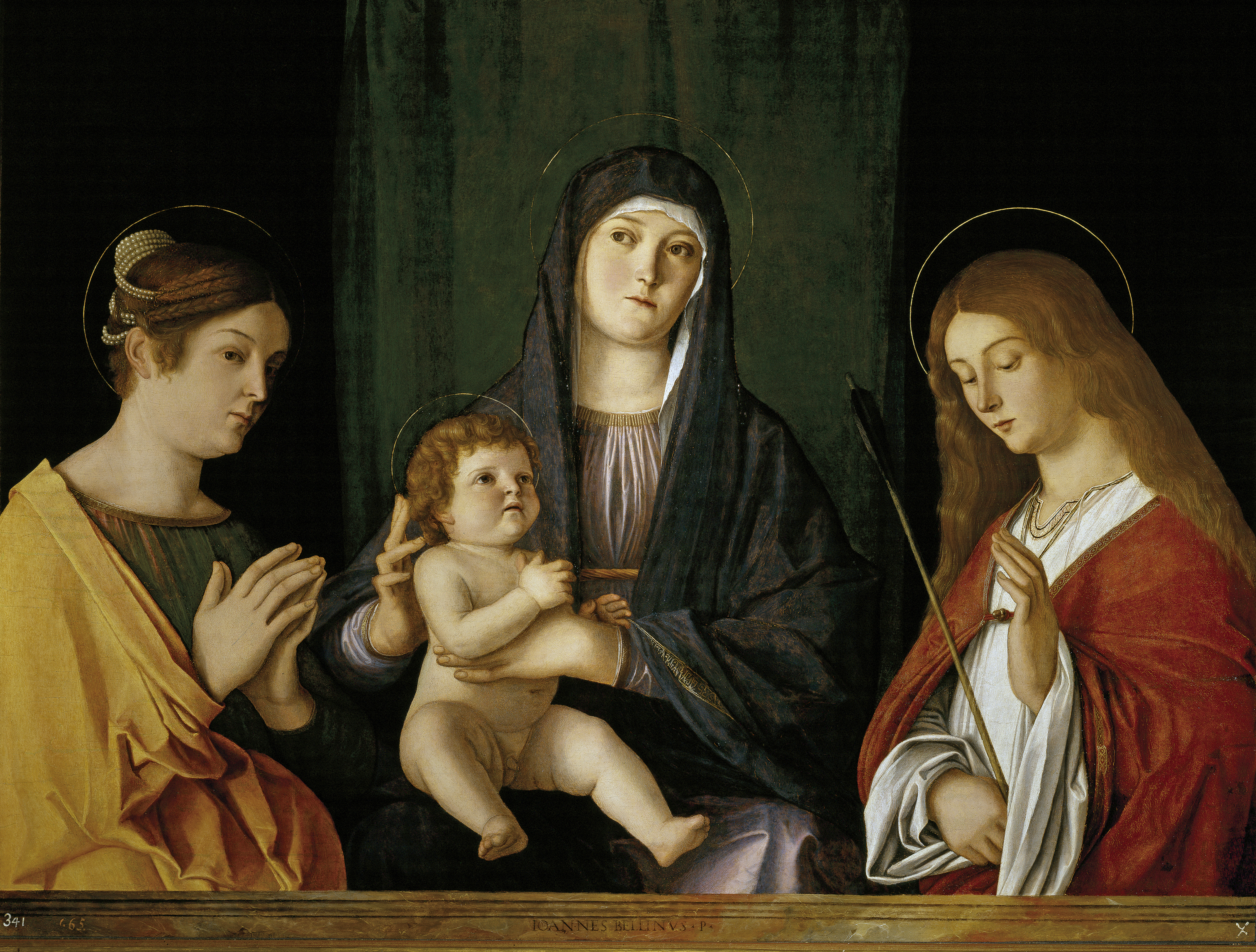
ジョヴァンニ・ベッリーニ『マグダラのマリアと聖ウルスラのいる聖母子』(1490年ごろ)、プラド美術館 (マドリード)

『聖カタリナとマグダラのマリアのいる聖母子』（せいカタリナとマグダラのマリアのいるせいぼし、伊:Madonna col Bambino tra le sante Caterina e Maria Maddalena）は、イタリアのルネサンス期ヴェネツィア派の巨匠、ジョヴァンニ・ベッリーニによる板上の油彩画である。以前はヴェネツィアのレニエ・コレクションにあったが、現在はアカデミア美術館に所蔵されている。『バルバリーゴ祭壇画』の直後の1490年に制作され、人気のある聖会話のジャンルに属している。本作は『聖会話』とも呼ばれる。
このジャンルの人気を示す数点の複製を含む絵画の一群があり、ウルビーノやニューヨークのモルガン・ライブラリーの作品を含め、ほとんどがベッリーニの工房で制作されたか、部分的にのみベッリーニ自身の手になる作品である。マドリードのプラド美術館には、本作と非常に類似した『マグダラのマリアと聖ウルスラのいる聖母子』が所蔵されている。
聖母子の両側の聖人は、聖カタリナとマグダラのマリアとされているが、おそらく2人は本作を依頼したヴェネツィアの上流階級の女性の肖像である。人物の顔と衣服を照らす柔らかな光の扱いは、レオナルド・ダ・ヴィンチのスフマート技法を想起させる。さらに、ベッリーニは、アントネロ・ダ・メッシーナに由来する空間と色彩の概念を取り入れている。